# Semicytherura miurensis
Semicytherura miurensis är en kräftdjursart som beskrevs av Hanai 1957. Semicytherura miurensis ingår i släktet Semicytherura och familjen Cytheruridae. Inga underarter finns listade i Catalogue of Life.